# Малюнки Енгра

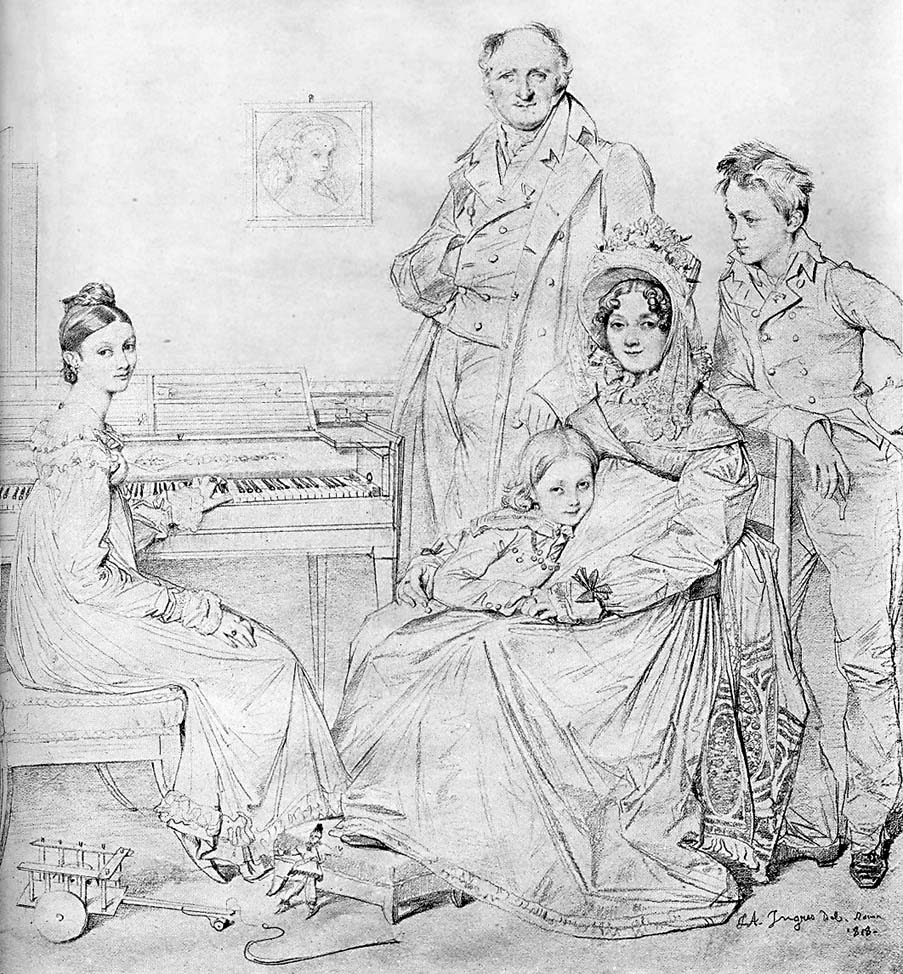
«Родина Стаматі», 1818 рік.

Малюнки Енгра — галузь творчого доробку французького художника Енгра (1780—1867).

## Передісторія
Енгр народився в місті Монтобан в родині провінційного художника, скульптора і архітектора. Батько, Жозеф Енгр, всіляко сприяв розвиненню здібностей сина і був його першим вчителем. 1791 року молодого Енгра влаштували у Академію міста Тулуза, де його вчителем став живописець Рок. Водночас він грає у театральному оркестрі Тулузи на скрипці. Кремезний і невисокий на зріст, Енгр матиме міцні руки, що сприятиме твердості і надзвичайної точності його малюнків та композицій олійними фарбами.
Вихований наприкінці 18 ст., він надзвичайно мало узяв від художнього боку мистецтва 18 століття. В картинах Енгра з одалісками і гаремами навіть еротика не має нічого спільного з еротикою доби рококо. Він навчався у Жака-Луї Давіда. Але нічого від героїки та пафосу революційного класицизму Жака-Луї Давіда у Енгра не було. Енгр старанно копіював деякі картини Рафаеля Санті та портрети Давіда (замальовки портрету мадам Рекам'є), але його картини внутрішньо далекі і від творів Рафаеля Санті, і від портретів Давіда. В портретному жанрі він виробився у індивідуальність, не схожу на індивідуальність Давіда. Він роками протестував проти художнього напрямку романтизм у мистецтві Франції, але частка його творів наближена саме до романтизму. Він модний портретист спочатку нової наполеонівської аристократії, а потім заможних італійців та французів у Римі, сам орієнтований на консерватизм і дворянську культуру.
Він маргінальна особа перехідної доби з постійним прагненням зробити щось значуще в мистецтві, з прагненням увійти в історію і підвищити власний соціальний статус.
Малюнок супроводжував митця все життя, був відбитком його постійних натурних спостережень, був основою його картин і портретів його пензля. Але історичні композиції Енгра не мали нічого спільного з його портретами, як і з портретними малюнками, котрі ще за життя майстра перейшли у окрему галузь і далеко не завжди переходили у портрети олійними фарбами. Його творчість настояна на парадоксах.

## Техніка виконання малюнків
Техніка виконання малюнків у Енгра дещо традиційна для майстра класицизму, що не завадило їй бути снайперські точною і віртуозною. Він користувався свинцевим олівцем і робив надзвичайно тонке штрихування. Зазвичай його портретні малюнки не мають розробленої світлотіні. Енгр гостро відчував художні можливості виразної і гнучкої лінії і у повну силу використовував її у своїх малюнках. Роками перебуваючи пристрасним прихильником класицизму, він логічно надавав перевагу саме малюнку, а не колориту. Відомо мало малюнків Енгра, додатково розфарбованих аквареллю (портрет дружини Мадлен Шапель, Музей Енгра) та копії з композицій Рафаеля (Музей Енгра, Монтобан). Відсутність визначеної світлотіні робило малюнки Енгра світлими і наче прозорими. Сучасників дивувала і полонила їх точність і віртуозність. Мистецька вартість портретних малюнків Енгра зберегла високі оцінки і століття потому. Малюнки Енгра надзвичайно високо поціновуються і колекціонерами, і істориками мистецтва, і аукціонерами, і музеями.
Лише іноді (при замальовках архітектури і після натурних спостережень в Римі) він несподівано для самого себе починав працювати і плямами (при відтворенні тіней), і додатковим штрихуванням, наче в гравюрі.

## Жіночі і чоловічі портрети Енгра

«Стара мадам Бертен», бл. 1832 р., Лувр, Париж.

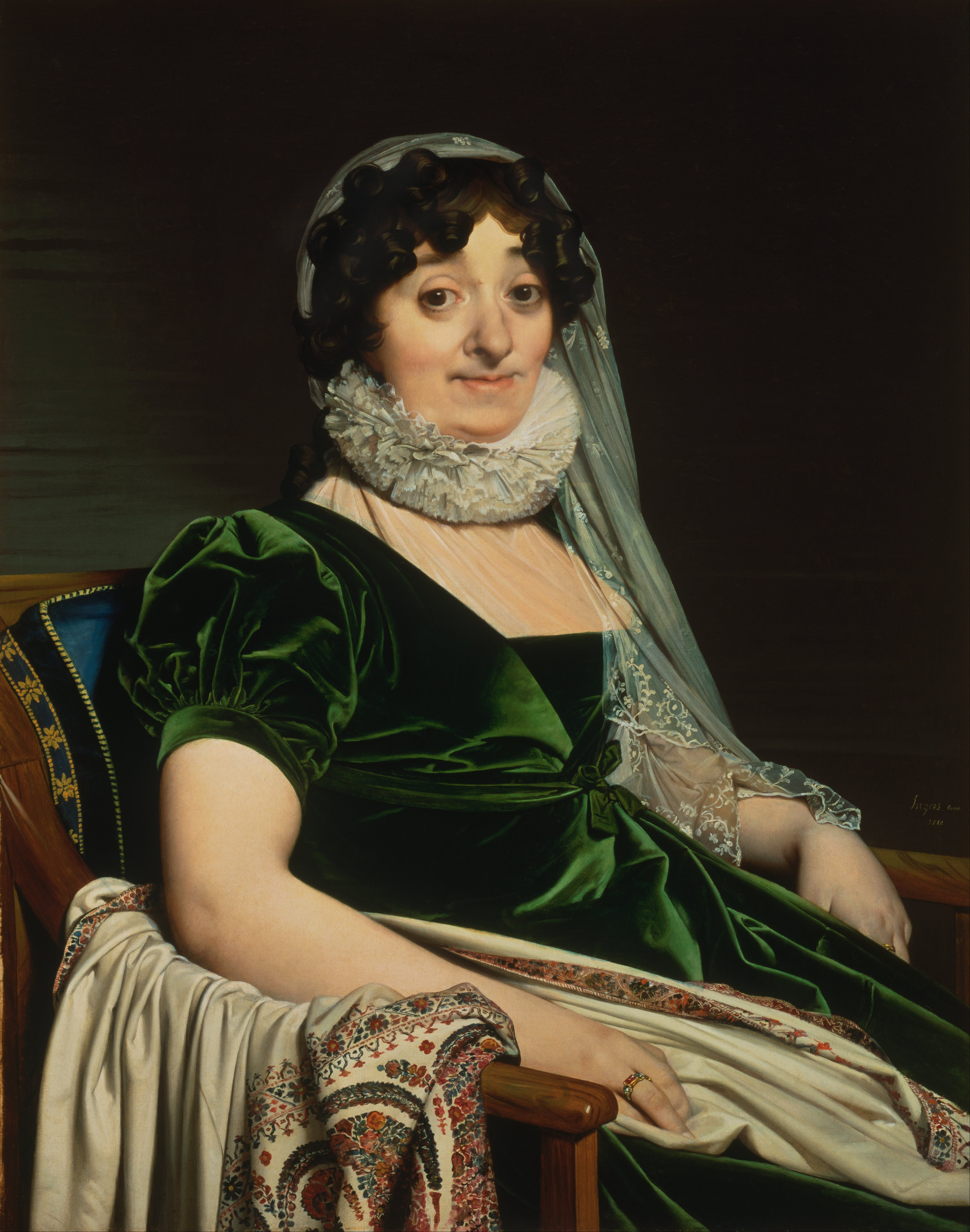
Енгр. «Графиня де Турнон», 1812 р., Музей мистецтв Філадельфії, США.

Портретний живопис не викликав у художника захоплення. Він засвоїв, що вищим досягненням у мистецтві є історичний живопис, і не відступав від цієї доктрини все життя. Тому до портретного жанру ставився зневажливо. Його листування повно скарг на необхідність робити або закінчити портрети. В молоді роки для нього це — засіб заробити гроші, в зрілі роки — поступки аристократам і багатіям та знову засіб заробити гроші. Хоча Енгр був портретистом — від Бога мистецтва.
Вже сучасники помітили різницю між жіночими та чоловічими портретами пензля Енгра. Жіночі портрети художника або відбивали захоплення моделлю, її зовнішньою привабливістю і багатством, або були суворо реалістичні і точно фіксували некрасиве обличчя, товсту статуру, модну сукню при відсутності розвиненого внутрішнього світу. Часто жіночі портрети Енгра (і олійними фарбами, і в малюнках) індиферентні, закриті, точні зовнішньо і в деталях, але байдужі до всього іншого, оквім одягу і аксесуарів.
В повній мірі це стосується і чоловічих портретів. Енгр точно відтворює єлегантні костюми своїх багатих замовників, їх гордовиті пози, багатство і самовпевненість. Але від гострого ока художника не пропадали ознаки віку і фізичні вади, і зневага до оточуючих, і гордовита відстань і холодність, і зайва вага осіб після шалених і таємних насолод — далеких від усталеної добропорядності. Урочисті пози і елегантність добре приховували недоліки портретованих, бо зупинялись на межі карикатури і не переходили у сатиру. Психологічна насиченість чоловічих портретів помітно більша при зовнішній стриманості і дистанції між моделлю і художником, моделлю і глядачем.
Розкутим і теплим в малюнках ставав Енгр, коли самі моделі давали підстави не приховувати щирі почуття («Родина Стаматі», 1818 рік, Лувр.) Іноді Енгр припускався і до неприхованої ідеалізації і компліментів. Так було з портретним малюнком уславленого скрипаля і композитора Ніколо Паганіні. Хворого на туберкульоз, виснаженого хворобою і негараздами Паганіні — Енгр подав здоровим і бадьорим митцем (Портрет Паганіні, 1819 р., Лувр, Париж.)
В цілому портретне мистецтво Енгра наближене не до компліментарного і пустопорожнього портретного мистецтва його сучасників-французів доби ампіру, а до правдивого мистецтва майстрів Іспанії 17-18 ст. — взагалі не орієнтованих на ідеалізацію моделей.

## Стендаль і Енгр
Письменник Стендаль і художник Енгр — сучасники. Обидва приділяли увагу портретному жанру. Але засоби Стендаля вербальні (праця зі словом), засоби Енгра — візуальні. Стендаль писав: 
| Можливо, слід бути прихильником романтизму за ідеями, час цього вимагає, але будемо прихильниками класицизму у засобах і формі[1]. |
Як не пручався Енгр впливам романтизму, як не зміцнював позиції класицизму, час вимагав зовсім іншого і від Енгра.
Біографічні дані жіночих моделей Енгра дають підстави вважати, що не всі вони були індиферентними в житті. Здавалось, що вони не давали підстав художникові побачити їх і більш мудрими, і більш активними. Це спростовують терміни роботи над портретами, що розтягувались на роки (за бажання можна було роздивитись). Над портретом пані д'Оссонвіль Енгр працював три роки (портрет композитора Керубіні перероблявся 10 років і був закінчений лише після смерті Керубіні).
Стендаль в романах встигав показати, як природні і сильні почуття француженки здатні змінити характер і вчинки жінки, додаючи їй довершеності або нових недоліків.
Багатогранно, уважно ставився до жіночих моделей у портретах і Жак-Луї Давід, що дозволяло помічати і поверхневість, і жертовність, і міщанську обмеженість, котрі не залежали від соціального стану моделі. Порівняємо вибухову «Зеленщицю» Ж.-Л. Давіда з будь-яким жіночим портретом Енгра. Майже завжди портрети Енгра — точні і декоративні. Енгр зупинявся на точному відтворенні зовнішньості і привілейованому стані жінок.
Стендаль виступив систематиком-критиком при створенні опису Паризького Салону 1824 р. Про історичну картину Енгра «Обітниця короля Людовика XIII» Стендаль справедливо відгукнувся як про твір з точно відтвореною матеріальною красою при відсутності щирих почуттів. Кризу пізнього академізму точно відчув Стендаль, кризу академізму і класицизму в 19 столітті не помічав і на бажав помічати — Енгр.

## Енгр з дружиною

«Автопортрет з дружиною Мадлен Шапель», у 50 років. (1830 р.)

1813 року Енгр узяв шлюб з родичкою його римських знайомих — Мадлен Шапель. Попри те, що сватання було заочним, шлюб виявився спокійним і майже щасливим. Вони старілися разом, із чим не міг примиритися художник. В малюнку 1830 року «Автопортет з дружиною» художник удався до ідеалізації і подав дещо молодшою і дружину, і самого себе. На малюнку він подав себе молодиком незрозумілого віку, хоч йому вже було п'ятдесят…
Мадлен Шапель була скромного походження, модисткою з Шампані і дочкою мірошника. Постійно заклопотаний підвищенням власного соціального статусу, Енгр подавав дружину в модному одязі як дворянку. Вже немолодим він отримав орден Почесного легіону і титул сенатора.
Родина Енгра була бездітною.
Мадлен Шапель померла 1849 року. Через два роки (у 1852 -у) він одружується вдруге з Дельфіні Рамель.

## Реалізм, фотографічна точність в портретах
На відміну від анемічних, занадто ніжних і спотворених неволею одалісок, гаремних жінок і міфічних Анжелік, реальні жінки на портретах Енгра дивували. Дивували освітою, самовпевненістю, елегантністю, хоча теж відчували і свою залежність (від грошей і чоловіків), і свою неволю. Згадаемо, що сучасницями Енгра були Жермена де Сталь, Поліна Віардо і Жорж Санд, розум, здібності, таланти яких не поступалися розуму і таланту багатьох чоловіків. Жінки опановували чоловічі сфери діяльності і ставали відомими художницями (Віже-Лебрен), співачками (Малібран, Поліна Віардо), письменницями (Мадам де Сталь, Жорж Санд). Набули міці процеси емансіпації. І зовсім скоро, ще за житті Енгра, жінки увійдуть на поля війни і в шпиталі, де рятуватимуть поранених войовничих чоловіків.
Надзвичайно чутливий художник, Енгр мимоволі відтворив перехідну епоху в своїх портретах, і жіночих, і чоловічих. Найбільш сміливим і далекоглядним сучасникам художника академічні картини Енгра були вже непотрібні. Мало кого міг схвилювати «Апофеоз Гомера» 1827 р., коли вулицями блукали каліки наполеонівських воєн, коли всі пам'ятали роки окупації Франції, вимушену еміграцію супротивників Наполеона, шалений перебіг подій на верхівці влади без отримання стабільності.
Зате надзвичайно цінували його портрети, що якісно відбивали брутальну реальність, проблематику сучасності, її втрати, протиріччя і непорозуміння. В портретах Енгр мимоволі переставав бути завзятим академістом і ставав на позиції схвильованого красою людини реаліста. Енгр поетично і точно фіксував ускладнену психологію покоління наполеонівських авантюр, шалених змін урядів, повернення французьких емігрантів, запеклих суперечок наполеонівських ветеранів і ще живих прихильників королівської влади. Саме як прекрасний портретист Енгр і увійде в історію мистецтва 19 століття.

## Вибрані портрети-малюнки Енгра

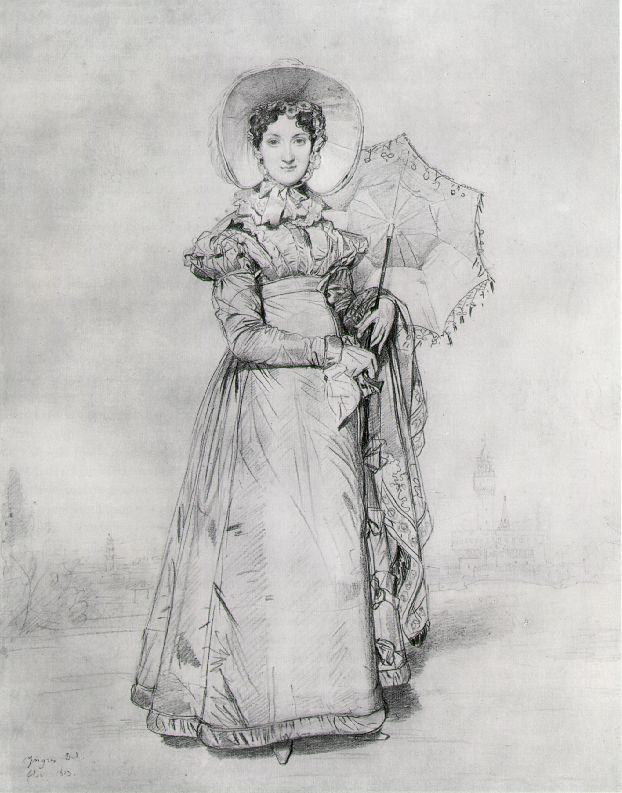
«Тереза Ногарола, віконтесса Аппоньї». 1823 р., Художній музей Фогг, Массачусетс, США.

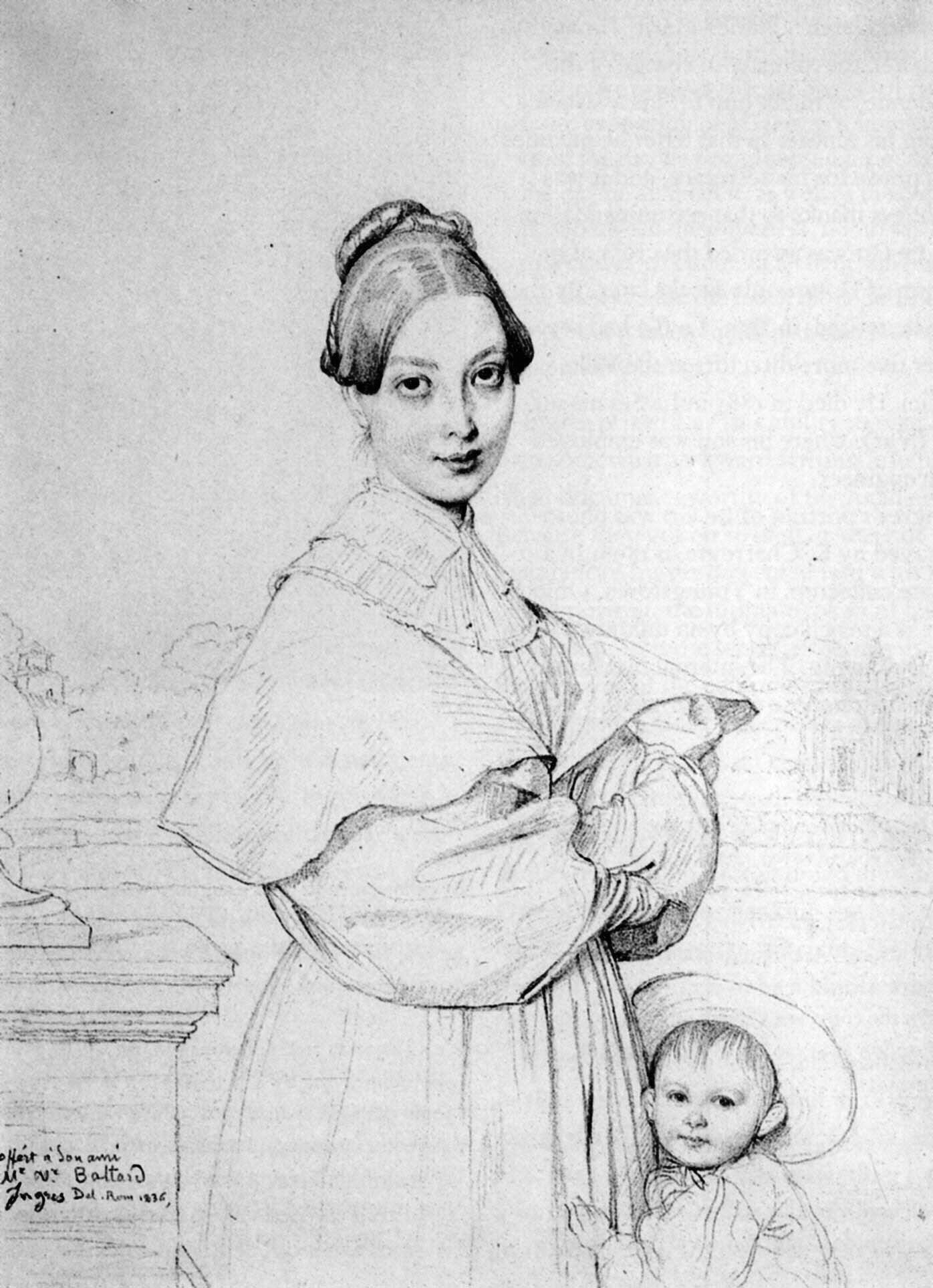
«Мадам Віктор Бальтар і її донька Поль», 1836 р.
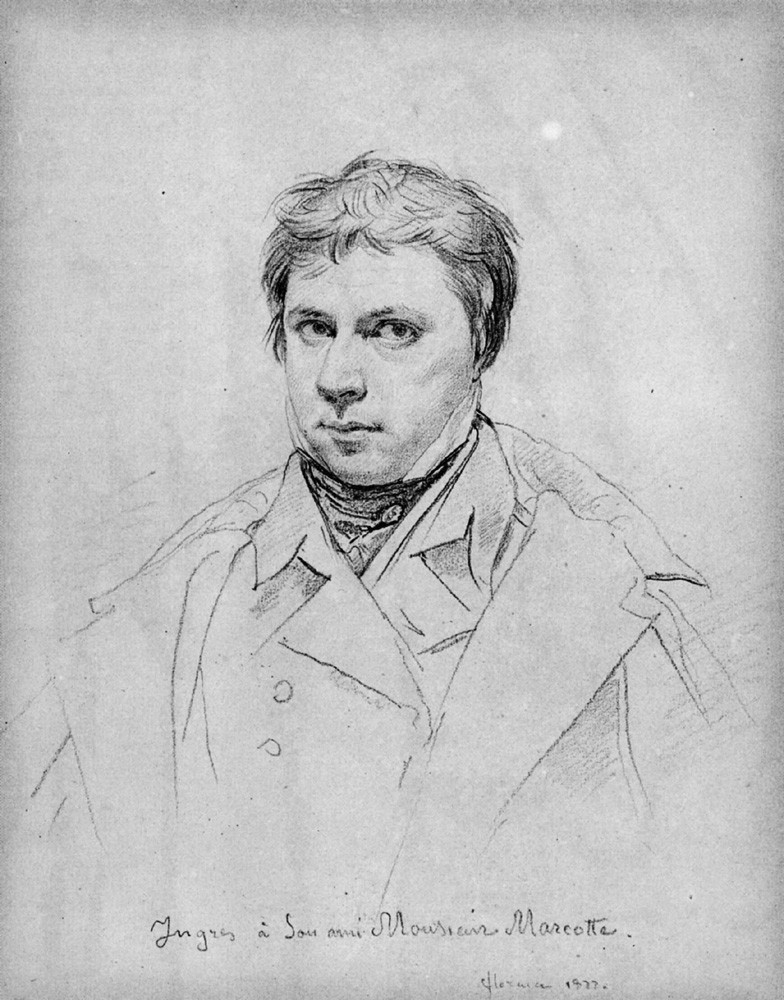
Автопортрет у 42 роки. приватн. збірка
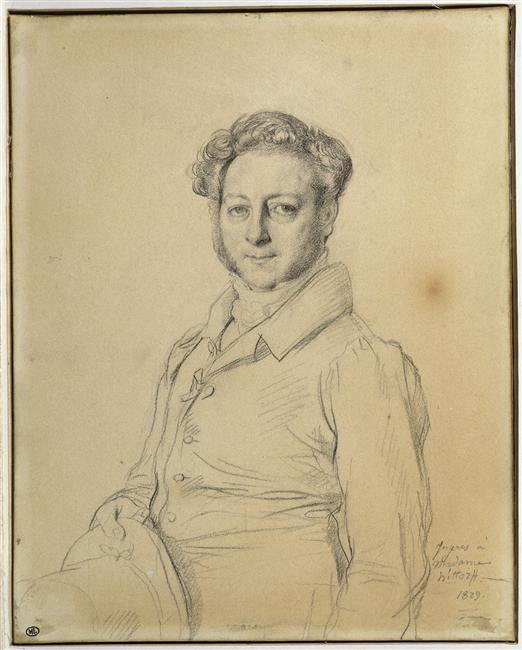
«Жак Гітторф, архітектор», 1829 р., Лувр, Париж.
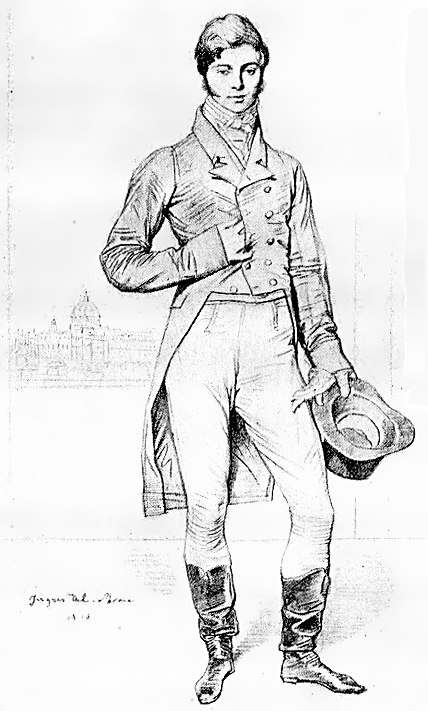
«Лорд Грентхем», 1816 р.
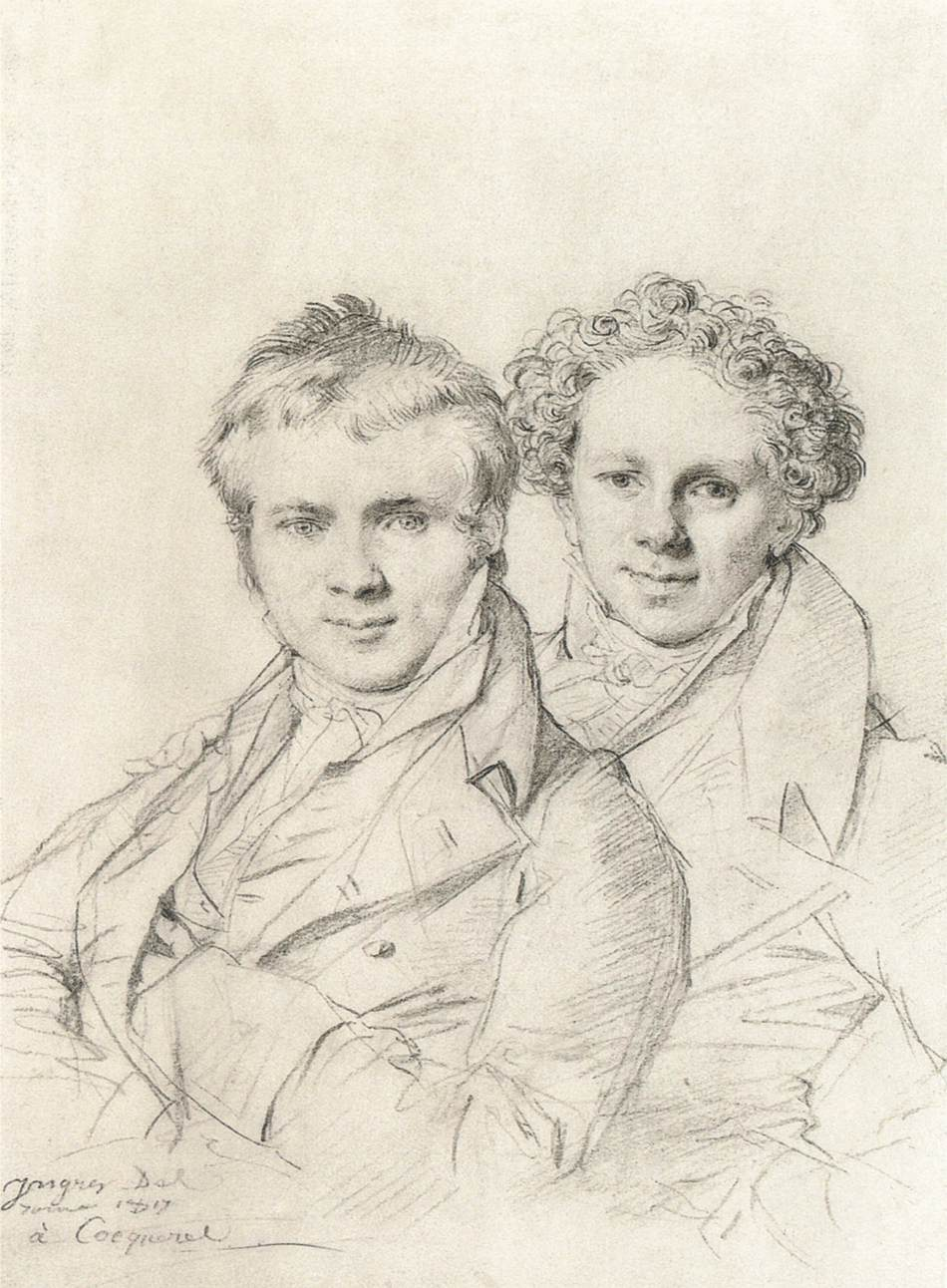
«Отто Магнус фон Штакельберг та Якоб Лінк», подвійний портрет, 1817 р.
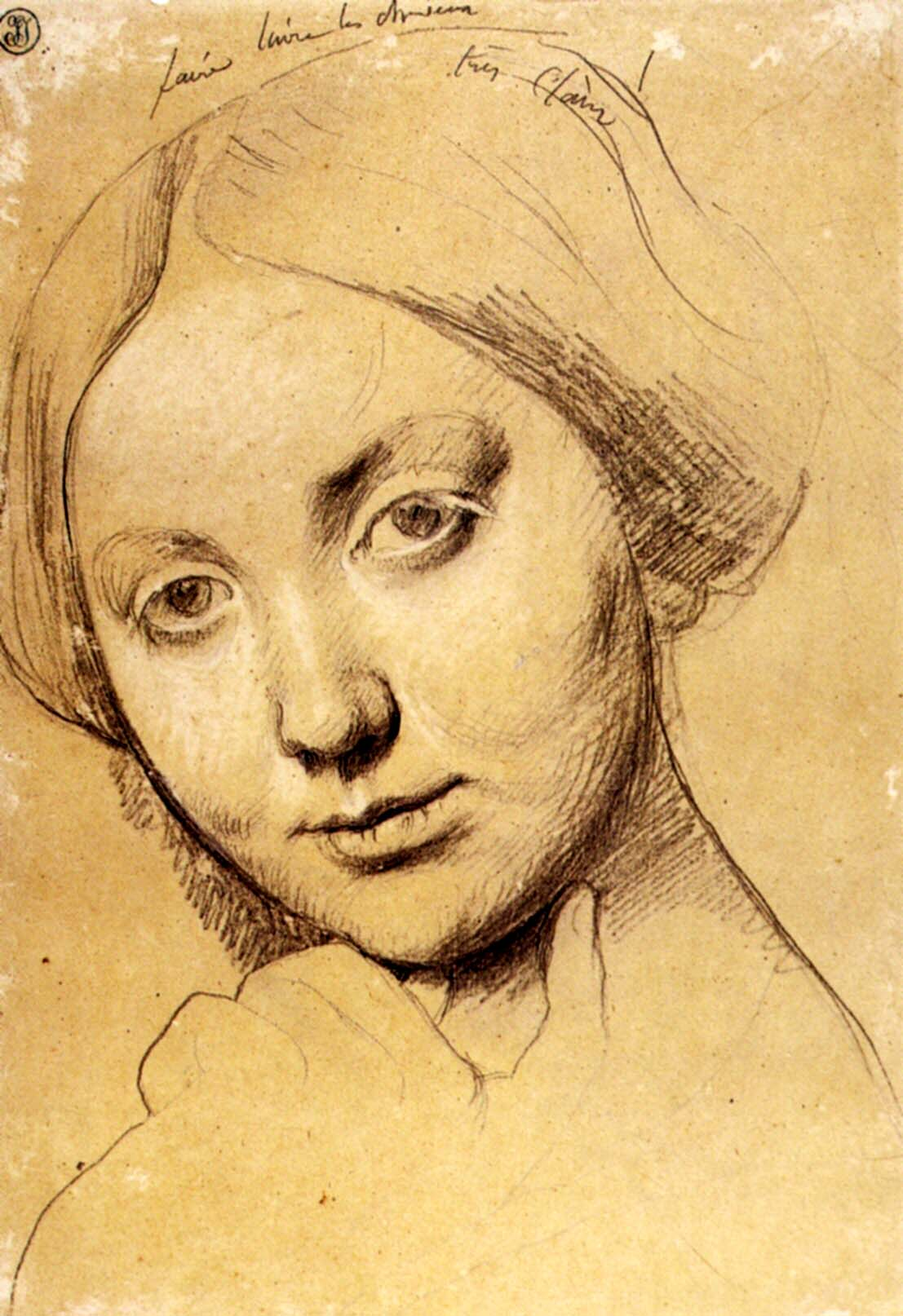
Віконтесса Отенін д'Гассонвіль, до шлюбу Луїза Альбертіна де Брольї
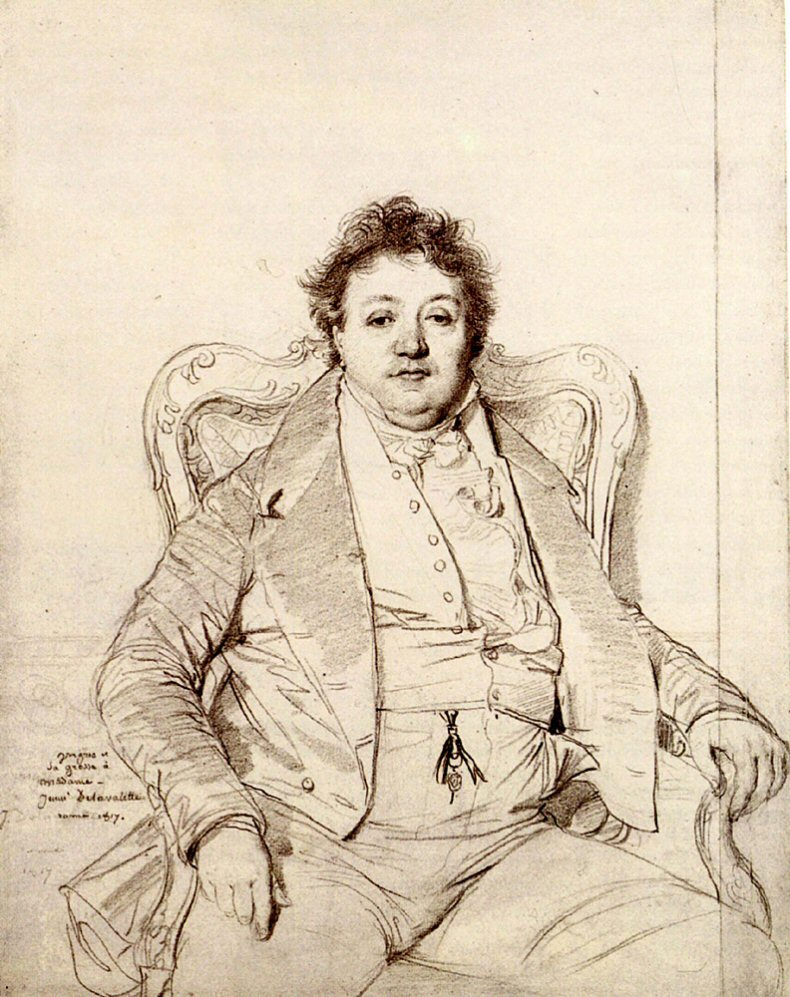
«Художник Шарль Тевенен», 1817 р.
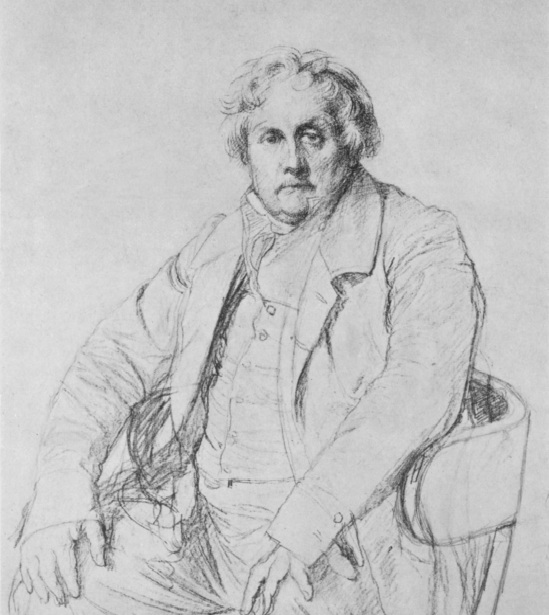
«Портрет Бертена старшого». Остаточно знайдена композиція, що увійшла у портрет олійними фарбами, 1832 р.